# Pont de Grenelle
Pour les articles homonymes, voir Grenelle.
Le pont de Grenelle-Cadets-de-Saumur (anciennement et encore couramment appelé pont de Grenelle) est un pont routier de Paris franchissant la Seine et reliant le 15e et le 16e arrondissement. Il est construit entre 1966 et 1968 sur l’emplacement d'un pont bâti en 1874, lui-même construit à la suite de l'effondrement d'un premier pont construit à cet endroit en 1827.

## Situation et accès
Le pont de Grenelle-Cadets-de-Saumur enjambe la Seine de la rue Linois (15e arrondissement, rive gauche) à la rue Maurice-Bourdet (16e arrondissement, rive droite), avec un appui presque à l'extrémité aval (sud-ouest) de l'île aux Cygnes, cette extrémité portant une réplique de la statue de la Liberté,.
Ce site est desservi par les stations de métro Mirabeau, Charles Michels, Javel sur la ligne 10 du métro ainsi que par les gares de Javel et Avenue du Président-Kennedy sur le RER C.

## Origine du nom

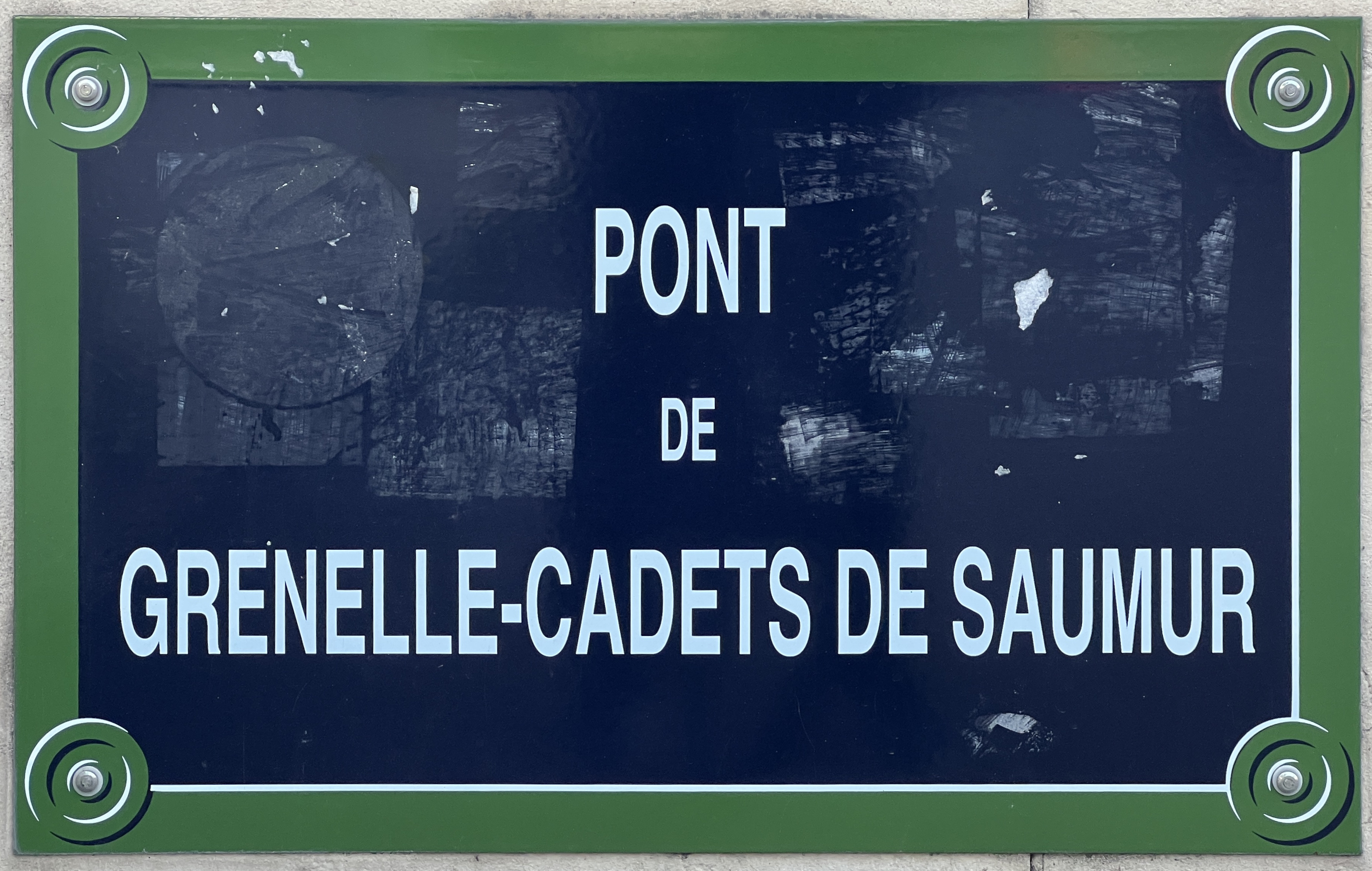
Plaque indiquant le nom du pont.

Le  pont d'origine prend le nom de la plaine de Grenelle qu'il desservait (Grenelle sera une commune du département de la Seine en 1830, avant d'être absorbée lors de l'extension de Paris en 1860). 
Le 18 juin 2016, le pont de Grenelle prend le nom de « pont de Grenelle-Cadets-de-Saumur » en hommage aux élèves aspirants de réserve (EAR) défenseurs des ponts de la Loire en juin 1940.

## Historique
Depuis l'origine, il a été construit trois ponts successifs.

### Premier pont de Grenelle (1827)
Le premier pont de Grenelle est conçu par l'architecte Mallet, à l'initiative des promoteurs du quartier de Beaugrenelle. À cette époque, la plaine de Grenelle (1824-1829) fait l'objet d'un projet d'urbanisation et le port fluvial de Grenelle connait un vaste aménagement avec la création  en 1825 de la digue de Grenelle (aujourd'hui île aux Cygnes), consolidée en maçonnerie en 1827 lors de la construction du pont,, et d'une gare fluviale (dépôt pour les marchandises),,.
Le pont est ouvert aux piétons et aux voitures (à cheval) le 1er mai 1827, avec un droit de péage variant de 5 centimes de francs pour un piéton à 25 centimes pour un carrosse à deux chevaux et, concernant les animaux, 1 centime pour un porc, mouton ou chèvre, 2 centimes pour un âne et 5 centimes pour un cheval, bœuf ou vache.
L'entreprise à l'origine de la construction du pont jouit d'un droit de péage porté à 47 ans. Mais en 1866, la ville de Paris rachète le pont et le péage est supprimé.
En 1873, ce pont s'affaisse totalement.

### Deuxième pont de Grenelle (1874)
Un an plus tard, la décision est prise de construire un pont en fonte de six arches conçu par deux ingénieurs : Vaudrey et Pesson.
Le 16 juillet 1918, durant la Première Guerre mondiale, un obus lancé par la Grosse Bertha explose dans la Seine entre les ponts de Grenelle et Mirabeau. Le 6 août 1918, un autre obus explose dans la Seine en aval du pont.  

Pont de Grenelle dans l’art
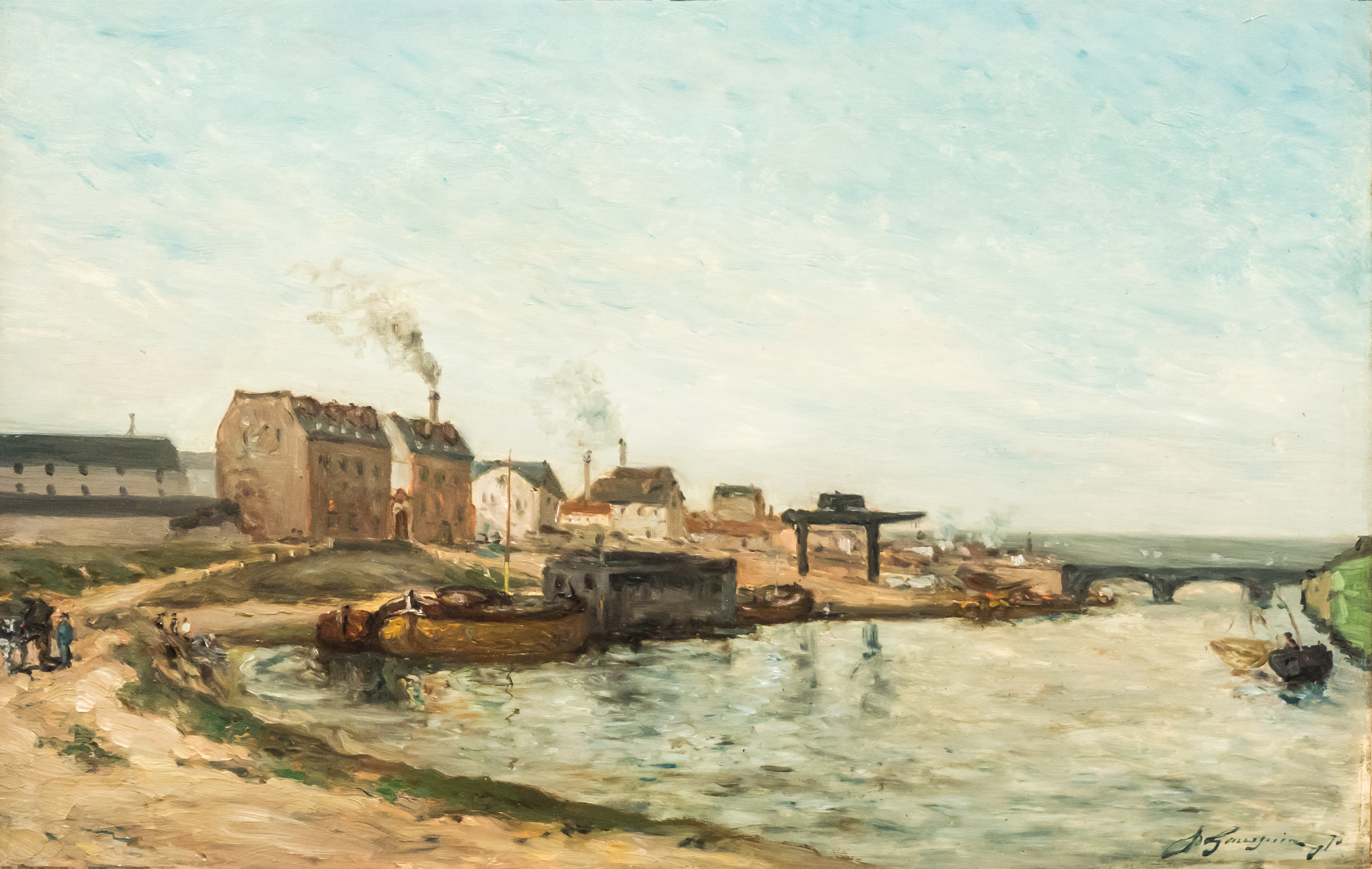
Le Pont de Grenelle, 1875, Paul Gauguin, musée Wallraf Richartz, Cologne.
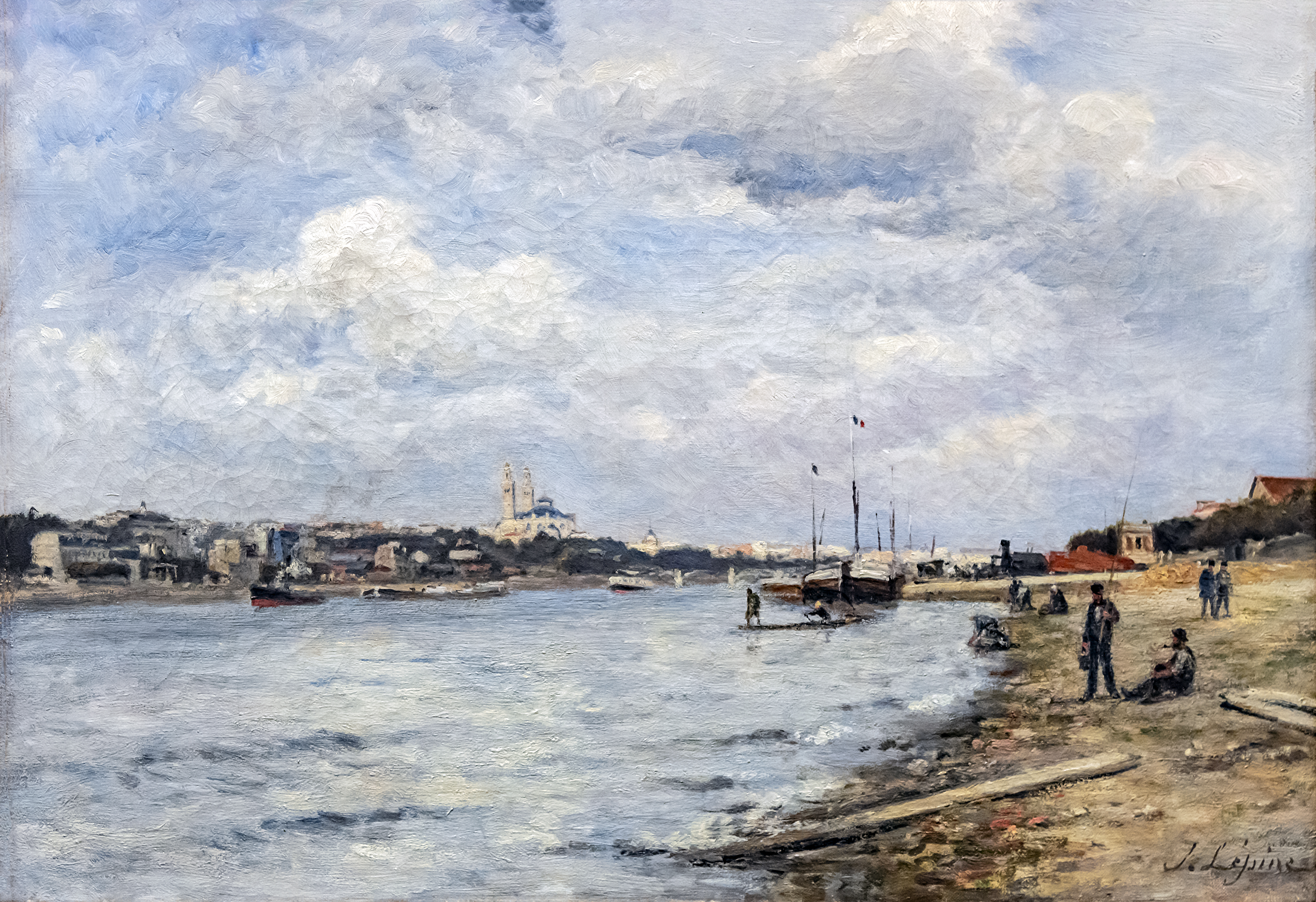
La Seine, le Trocadéro et le pont de Grenelle, vus du quai de Javel, Stanislas Lépine, 1880-1885, Fondation Bemberg, Toulouse.
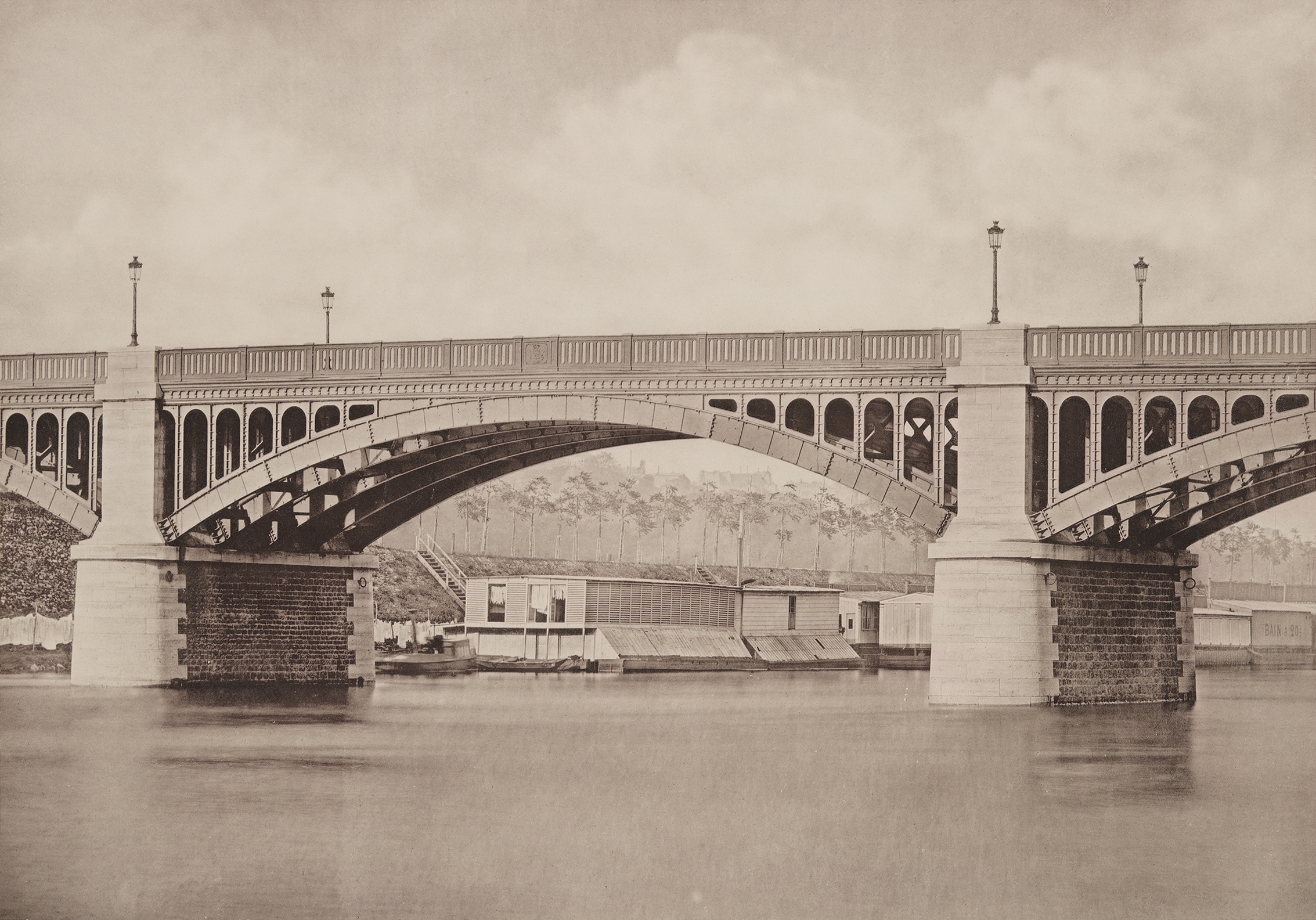
Le pont de Grenelle en 1883.
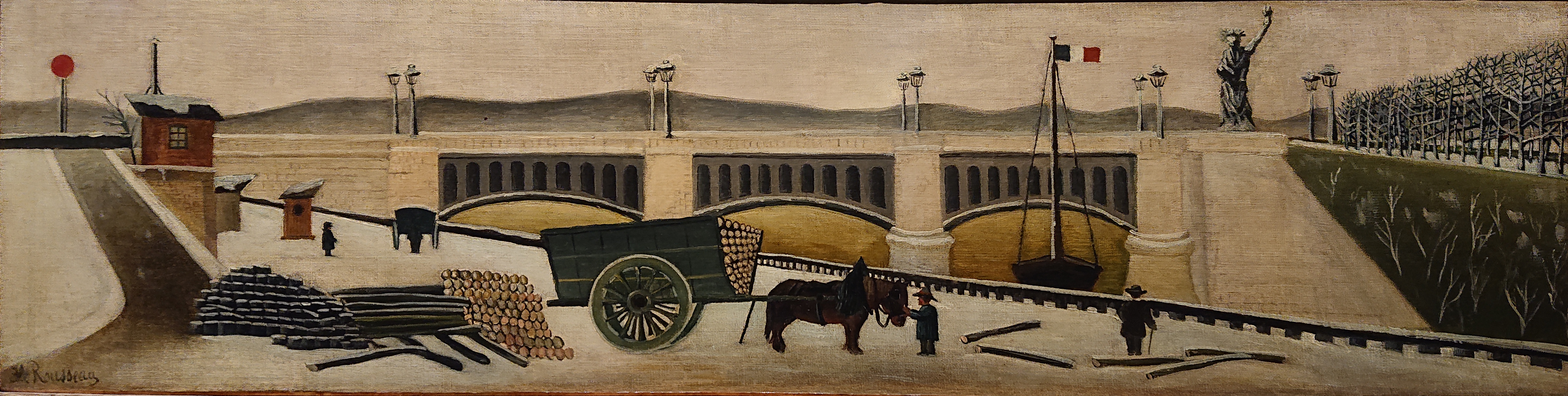
Le Pont de Grenelle, 1892, Henri Rousseau, musée d'Art naïf et d'Arts singuliers, Laval.
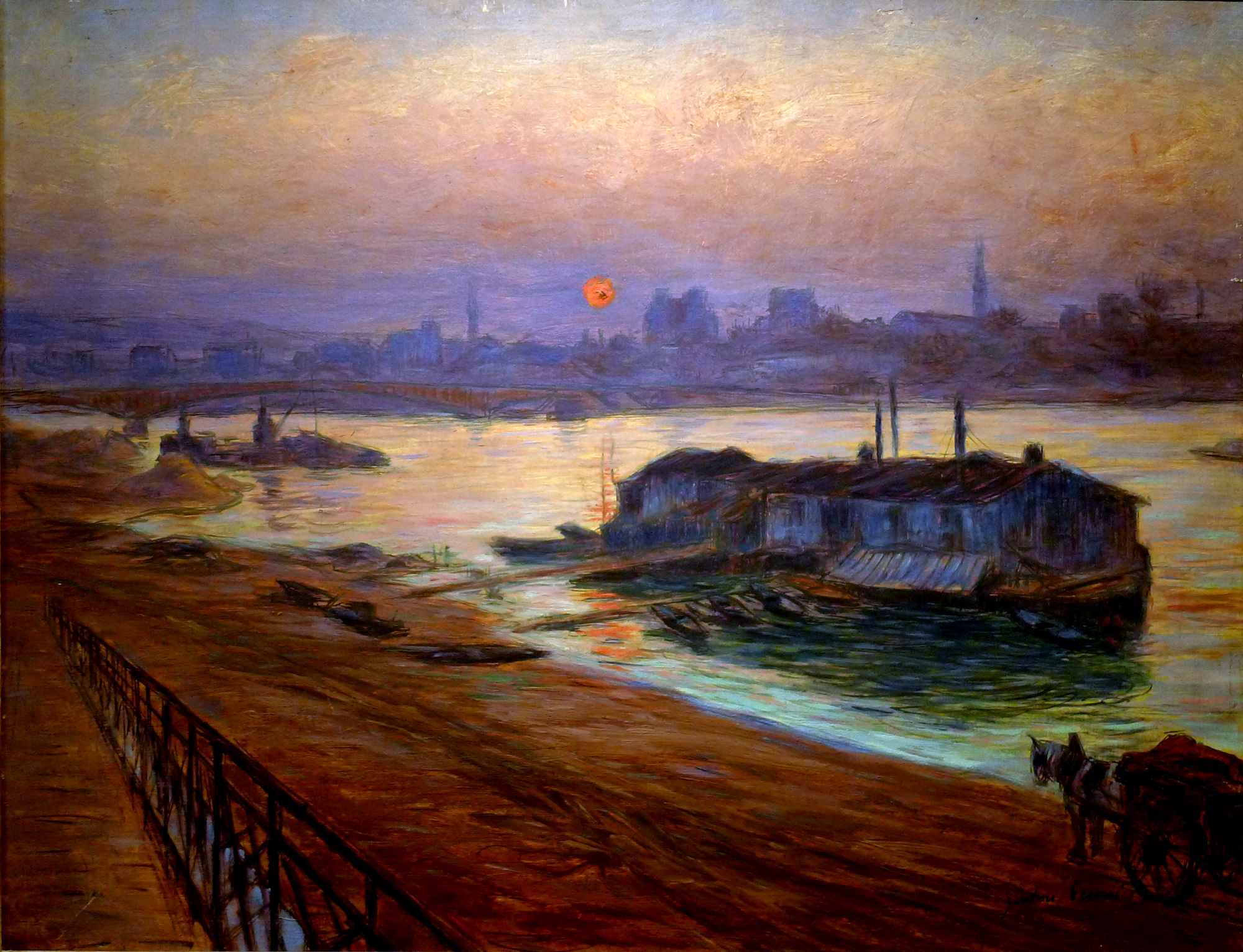
La Seine au pont de Grenelle, vers 1904, Gaston Prunier, musée Carnavalet, en arrière-plan le pont Mirabeau.

### Troisième pont de Grenelle (1968)
Guy Grattesat, puis Bernard Pilon, ingénieurs des Ponts et Chaussées étudient successivement le projet de remplacement du pont de Grenelle, jugé fragile et insuffisamment large, entre 1959 et 1961 puis de 1962 à 1964, sous l’autorité de Jean Thénault, directeur du service de navigation de la Seine, et avec le concours des architectes MM. Creuzot et Jabouille, associés à M. Chauvel, architecte des Monuments historiques.
Jean François Coste, ingénieur des Ponts et Chaussées et son adjoint Jean Dutrieux assurent la maitrise d’œuvre des travaux de reconstruction du pont, réalisés de 1966 à 1968 par les entreprises Dodin (pilote) et Courbot pour les fondations et les parties en béton, et par la Compagnie française de construction métallique (CFEM) pour le tablier métallique.

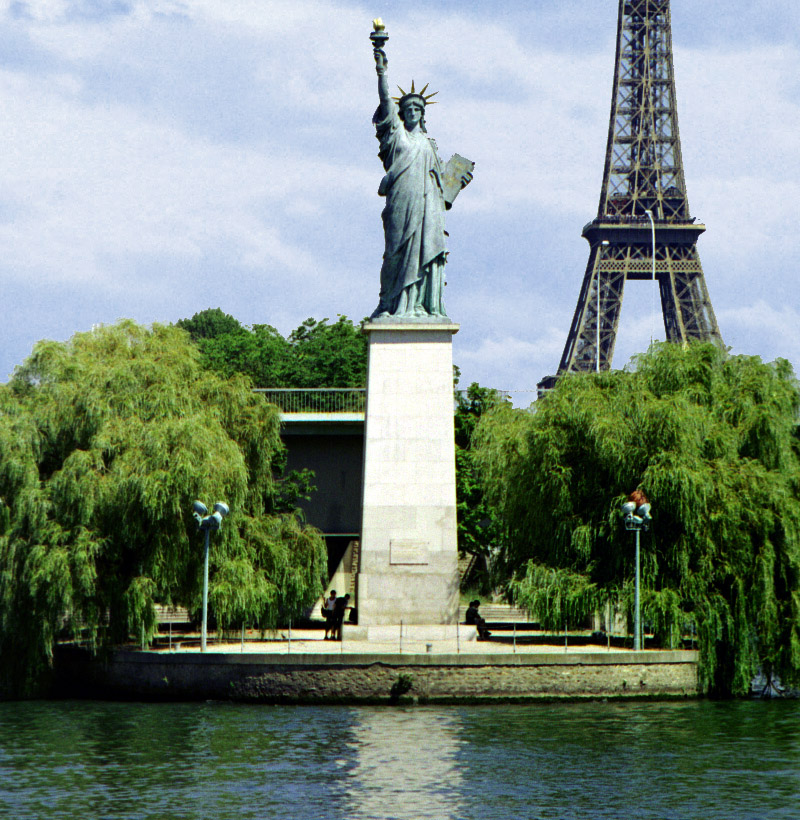
Le pont derrière la statue de la Liberté.
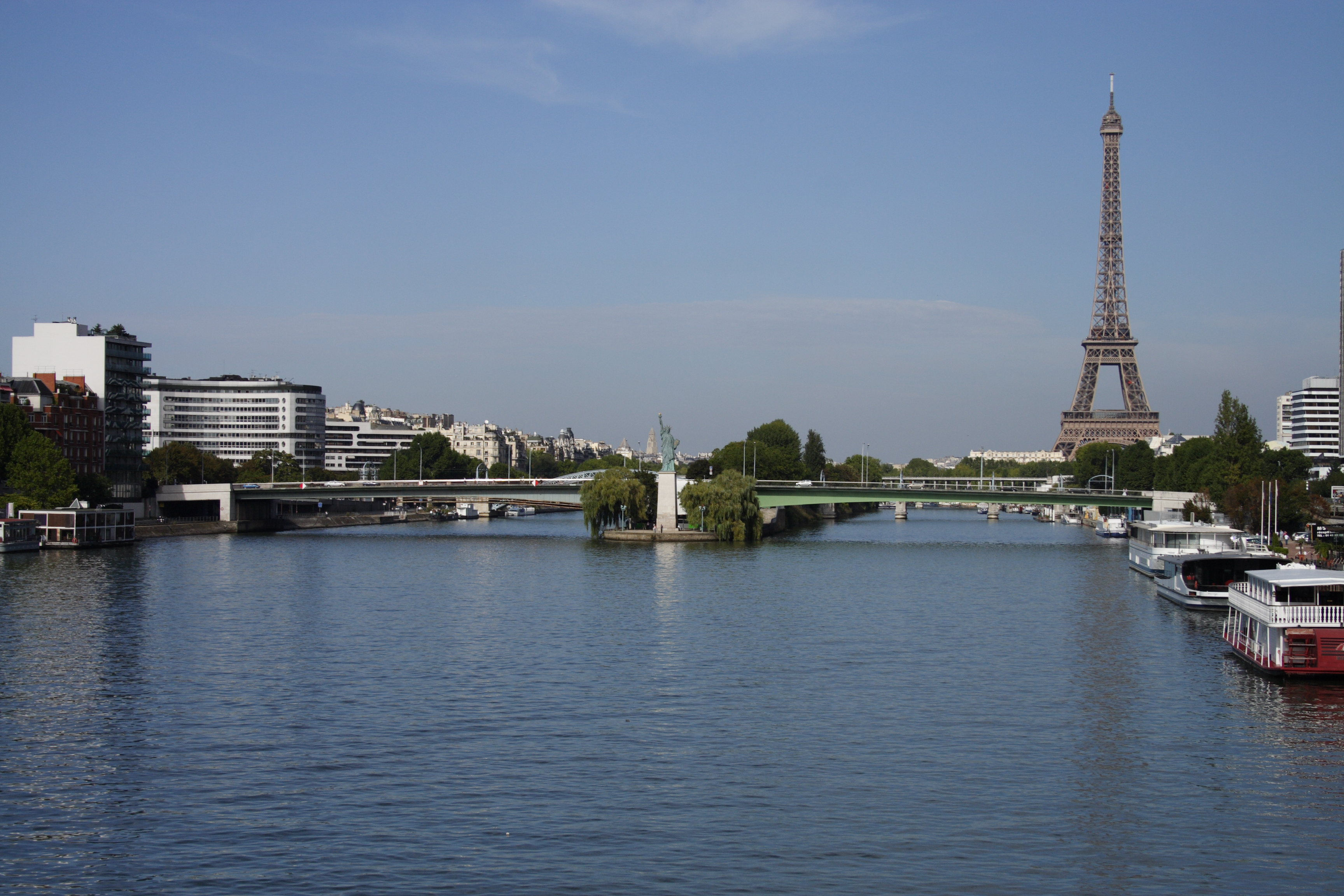
Vue générale du pont de Grenelle en 2006.

## Architecture

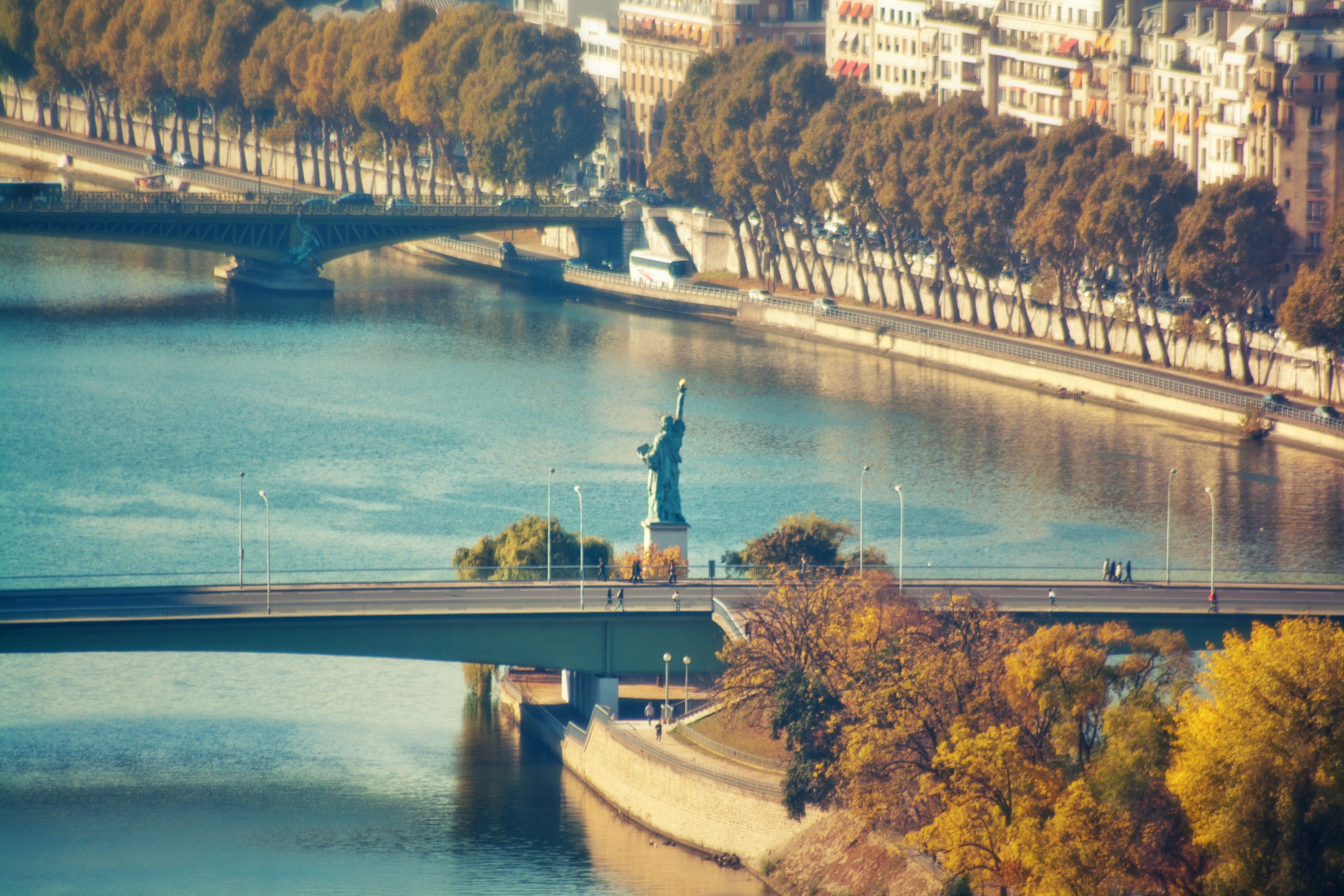
Le pont de Grenelle et la statue de la Liberté, en 2011.

Le pont comporte deux travées métalliques principales de 85 m, franchissant les deux bras de la Seine, une travée de 20 m au-dessus de l'île aux Cygnes et deux travées de 15 m en béton, franchissant les quais rive droite et rive gauche. La longueur totale du pont est de 220 m, sa largeur de 30 m (22 m pour la chaussée, et 8 m pour les deux trottoirs).
Actuellement, sa largeur n'est pas totalement exploitable, un immeuble en rétrécissant l'accès côté 16e aval.

## Dans la fiction
On aperçoit le deuxième pont de Grenelle dans les films suivants :
- Monsieur Verdoux de Charlie Chaplin (1947) ;
- L'Homme de la tour Eiffel de Burgess Meredith (1949) d'après Georges Simenon ;
- Pierrot le Fou de Jean-Luc Godard (1965, soit la dernière année avant la démolition-reconstruction du pont).

Le troisième pont apparaît également au grand ou au petit écran :
- Une scène du film Frantic (1988) de Roman Polanski s'y déroule ;
- Une scène de l'épisode 1 de la saison 3 de la série Dix pour cent (2018) s'y déroule ;
- Une scène du film Seuls (2017) de David Moreau y est filmée ;
- Le pont et l'immeuble moderne à l'angle aval côté 16e arrondissement apparaissent à plusieurs reprises dans la série des 3 films Le Cœur des hommes. Au-dessus de la porte de l'immeuble, où habite un des principaux personnages de la série, est indiqué en gros « 1 Pont de Grenelle » mais il s'agit du nom de l'immeuble, le pont ne comportant aucune numérotation et l'immeuble se trouvant au 1-3 rue Maurice-Bourdet[12].